# Aleksiej Wołkow (polityk)
Aleksiej Aleksiejewicz Wołkow, ros. Алексей Алексеевич Волков, biał. Аляксей Волкаў,  (ur. 7 stycznia 1890 w Dmitrijewie koło Riazania, zm. 4 marca 1942 w Moskwie) – rosyjski komunista, pracownik aparatu partyjnego WKP(b), I sekretarz Komunistycznej Partii (bolszewików) Białorusi.
Od 1915 roku był członkiem SDPRR(b). Od 1925 do 1927 członek Centralnej Komisji Kontrolnej KP(b)U. W 1937  II sekretarz komitetu miejskiego WKP(b) w Moskwie. W latach 1937–38, w okresie wielkiej czystki I sekretarz Komunistycznej Partii (bolszewików) Białorusi – zastąpił aresztowanego przez NKWD Wasila Szaranhowicza. 
W latach 1938–40 przebywał w Czuwaszii, gdzie pełnił urząd I sekretarza komitetu miejskiego WKP(b) w Czeboksarach. 